# Zinnwaldite
La zinnwaldite est un minéral du groupe des silicates sous-groupe des phyllosilicates de formule KLiFeAl(AlSi3)O10(OH,F)2 avec des traces : Mn;Mg;Ti;Na;Rb;Ca;Ba;Tl;Ga;Sn;Sc;H2O. Ce n'est pas une espèce minérale mais un nom générique d'un groupe de micas lithinifères marqué par deux pôles : la sidérophyllite et la polylithionite.

## Inventeur et étymologie
Décrit par Wilhelm Karl Ritter von Haidinger en 1845. L'étymologie est inspirée du nom de sa localité-type.

## Topotype
Sa localité type est la zone stannifère de Cínovec / Zinnwald (Cinvald), Monts Métallifères, Saxe et région de Ústí en Bohème, Allemagne et Tchéquie.

## Identification
La zinnwaldite peut se distinguer des autres micas lithinifères ou ferro-magnésiens par sa couleur, dont la densité augmente avec la proportion de fer et de magnésium. Toutefois, l'identification est délicate et la localisation, ainsi que les associations, demeurent un critère de choix
- Composition (m/m) : 38,43 % O, 19,28 % Si, 12,78 % Fe, 12,35 % Al, 8,94 % K, 6,52 % F, 1,59 % Li, 0,12 % H ;
- Formule chimique empirique : KLiFeAl(AlSi3)O10(OH,F)2

Fe, Mg, Mn, Ti peuvent se substituer à Al et Ba, Ca, Na, Ga à K.
Rb, Sn, Sc, Tl peuvent être présents à l'état de traces.

## Gîtologie
Ce minéral rare est caractéristique des pegmatites à sodium et lithium et des granites pneumatolytiques. 
- Minéraux associés : albite, apatite, amblygonite, cassitérite, feldspath, fluorine, muscovite, pyrochlore, quartz, spodumène, topaze, tourmaline et autres minéraux de lithium et d'étain.

## Synonymie
- lithionite (Franz Ritter von Kobell) ce terme peut également désigner la lépidolite (autre nom de groupe)[3].

## Gisements remarquables
En France
- Chavence, Gilly-sur-Loire, Saône-et-Loire[4]

Dans le monde
- Cínovec / Zinnwald (Cinvald),Monts Métallifères, Saxe et région de Ústí en Bohème, Allemagne et Tchéquie[5]
- Mourne Mts, Co. Down, Irlande du Nord (Spécimen exposé au Natural History Museum de Londres)

## Utilisation
On l'utilise comme minerai de lithium pour l'industrie du verre.